# إروان بالانانت
إروان بالانانت (بالفرنسية: Erwan Balanant) هو سياسي فرنسي، ولد في 21 فبراير 1971 في لوريان في فرنسا. انتخب نائب فرنسي عن دائرة Finistère's 8th constituency ‏ وقد انضم خلال فترته النيابية ‏ (21 يونيو 2017 – )  للكتلة البرلمانية The Democrats group ‏.